# Enneapterygius signicauda
Enneapterygius signicauda är en fiskart som beskrevs av Fricke, 1997. Enneapterygius signicauda ingår i släktet Enneapterygius och familjen Tripterygiidae. Inga underarter finns listade i Catalogue of Life.